# Yemen del Nord ai Giochi olimpici
Lo Yemen del Nord ha partecipato ai Giochi olimpici nel 1984 e nel 1988.
I suoi atleti non hanno mai vinto alcuna medaglia.
Dopo la riunificazione dello Yemen, si è unito allo Yemen del Sud partecipando ai Giochi olimpici come Yemen a partire dal 1992.

## Medagliere
| Giochi           | Oro | Argento | Bronzo | Totale |
| ---------------- | --- | ------- | ------ | ------ |
| Los Angeles 1984 | 0   | 0       | 0      | 0      |
| Seul 1988        | 0   | 0       | 0      | 0      |
| Totale           | 0   | 0       | 0      | 0      |